# Brookport
Brookport è un comune degli Stati Uniti d'America, situato in Illinois, nella Contea di Massac.